# Paul Kuhfuss
Paul Friedrich Wilhelm Kuhfuss (* 4. August 1883 in Berlin; † 24. August 1960 in Berlin-Pankow) war ein deutscher Maler und Zeichner.

## Biografie
Paul Kuhfuss war der Sohn eines Magistratsbeamten in Berlin. 1902 bis 1905 erhielt er eine Ausbildung als Zeichenlehrer an der Königlichen Kunstschule Berlin bei Philipp Franck. Von 1905 bis 1907 absolvierte Kuhfuss ein Studium an der Königlichen akademischen Hochschule für bildende Künste Berlin-Charlottenburg (heute Universität der Künste Berlin) in der Klasse für Landschaftsmalerei. Im Jahr 1907 nahm er seine Lehrtätigkeit als Kunsterzieher an den höheren Lehranstalten Berlins auf. Seit April 1910 wohnte er in Pankow.
1911 trat er der „Vereinigung bildender Künstler“ bei, 1915 wurde er Mitglied des Deutschen Künstlerbundes, des Künstlerbundes „Berliner Norden“ und 1950 Mitglied im „Verein Berliner Künstler“. 1925 legte Kuhfuss das Staatsexamen als Studienrat für das künstlerische Lehramt ab und war von 1927 bis 1930 in verschiedenen Funktionen für das Kulturministerium tätig.
Für Zeitschriften aus den Verlagen Scherl, Mosse, Ullstein, Jugend (München) war er als Illustrator tätig.
Im Oktober 1935 wurde er bei der Gestapo durch ein Mitglied des Künstlerbundes „Berliner Norden“ wegen „expressionistischen Einschlages“ und „Widerstandes gegen die nationalsozialistische Kulturpropaganda“ sowie der Verteidigung jüdischer Berufskollegen, nach einer Ausstellungseröffnung im Schloss Niederschönhausen, denunziert. Danach war eine Beteiligung an Kunstausstellungen in Berlin nicht mehr möglich.
Ab 1945 war er bis Januar 1960 Dozent an der Volkshochschule Berlin-Pankow. 1949 bis 1954 leitete er die Klasse „Akt, Bühnenbild- und Kostümgestaltung“ an der Textil- und Bekleidungsfachschule Berlin in der Warschauer Straße.
Von 1912 bis 1960 nahm er an zahlreichen Ausstellungen teil, insbesondere den Großen Berliner Kunstausstellungen (seit 1913), Ausstellungen der Künstlergruppen Freie Secession unter Leitung Max Liebermanns und Berliner Secession unter Leitung Lovis Corinths, Preussische Akademie der Künste zu Berlin, Ausstellungen des Deutschen Künstlerbundes, der „Porza“, des Verbandes Bildender Künstler der DDR, des Vereins Berliner Künstler. Er war Preisträger der Großen Berliner Kunstausstellung 1960.
Paul Kuhfuss war seit 1908 verheiratet mit Alexandrine Nadine, geb. Bengelsdorff (1884–1959). Seine Grabstätte befindet sich auf dem Friedhof Pankow III.
Im Paul-Kuhfuss-Archiv sind circa 5300 seiner Arbeiten dokumentiert.

## Ausstellungen (postum)
- 1963: Paul Kuhfuss. [Gedächtnisausstellung zum 80. Geburtstag in der Kleinen Galerie, Mai – Juni 1963], Kreiskulturhaus „Erich Weinert“, Berlin-Pankow
- 1973: Paul Kuhfuss (1883–1960) – Ölbilder, Aquarelle, Mischtechniken, Zeichnungen. [anlässlich des 90. Geburtstages], Rathaus Reinickendorf, West-Berlin
- 1977: Paul Kuhfuss – späte Werke. Galerie Unter den Linden, Ost-Berlin
- 1983: Paul Kuhfuss. 1883–1960. Malerei und Graphik. Ausstellung in der Nationalgalerie 21. Sept. – 13. Nov. 1983, Ost-Berlin
- 1985: Paul Kuhfuss. 1883–1960. Galerie Bodo Niemann, West-Berlin